# Słomiany byczek (film 1954)
Słomiany byczek (ros. Соломенный бычок, Sołomiennyj byczok) – radziecki film animowany z 1954 roku w reżyserii Olgi Chodatajewy i Leonida Aristowa. Ekranizacja ukraińskiej bajki ludowej.

## Fabuła
Troje rozrabiaków: Niedźwiadek, Zajączek i Lisiczka  porywają z gospodarstwa kogucika, którego ukrywają w lesie. Mała dziewczynka bardzo tęskni za małym kogucikiem. Dziadek pragnie pocieszyć swoją smutną wnuczkę, dlatego też robi dla niej słomianego byczka. Jak się później okazuje prezent podoba się nie tylko obdarowanej, ale również trzem sprawcom całego zamieszania w gospodarstwie.

## Animatorzy
Faina Jepifanowa, Lidija Riezcowa, Roman Kaczanow, Igor Podgorski, Władimir Arbiekow, Boris Butakow, Roman Dawydow, Wiktor Lichaczew

## Wersja polska
Seria: Bajki rosyjskie (odc. 11)
W wersji polskiej udział wzięli:
- Beata Jankowska jako Wnuczka
- Małgorzata Sadowska jako Lisiczka
- Jacek Bończyk jako Niedźwiadek
- Dariusz Odija jako dziadek
- Ryszard Olesiński jako Zajączek

Realizacja:
- Reżyseria: Stanisław Pieniak
- Dialogi: Stanisława Dziedziczak
- Teksty piosenek i wierszy: Andrzej Brzeski
- Opracowanie muzyczne: Janusz Tylman, Eugeniusz Majchrzak
- Dźwięk: Robert Mościcki, Joanna Fidos, Jerzy Rogowiec
- Montaż: Elżbieta Joël
- Kierownictwo produkcji: Krystyna Dynarowska
- Opracowanie: Telewizyjne Studia Dźwięku – Warszawa
- Lektor: Jacek Bończyk